# Magikoopa
|  | Denne side er foreslået omskrevet – da en skribent har vurderet at dette emne er for snævert til at kunne bære en artikel i sig selv. Artiklen bør snarest sammenskrives med en anden artikel eller slettes. Hvis du er uenig i denne vurdering, bør du snarest sandsynliggøre på diskussionssiden, at emnet berettiger en hel artikel. |

Magikoopa eller i Japan Kamek, er en tilbagevendende fjende i Super mario spilserien.